# عقار D-IX
عقار D-IX هو عقار تجريبي يحتوي على الكوكاين وكوكتيل من المواد الأخرى تم تغليفه في كبسولة بحجم 5 ملي جرام، تم تجربة هذا العقار في الحرب العالمية الثانية من قِبل ألمانيا النازية, وجد العلماء النازيون أن من يأخذ هذه الكبسولة من الجنود يستطيع المشي لمسافة تصل إلى 90 كيلومتر حاملاً 20 كيلوجرام من المعدات قبل أن ينهار، كان مخططاً أن يتم توزيعه على الجنود وقت الحرب، لكن الحرب انتهت قبل بدأ التنفيذ. كانت مخابر الاطباء النازيين تشتغل لتطوير عقار جديد مشتق من الكوكايين بهدف توجيهه للجنود على خطوط الجبهة واطلق عليه مجازا اسم (النازيون على السرعة ) وحمل الاسم D-IX. جرب أول مرة على اسرى في معتقل شاسشونهوسن شمال برلين حيث تمكن الاسرى من حمل عدة بوزن 45 باوند والسير لمسافة 70 ميل بدون راحة. لكن نزول الحلفاء في النورماندي وعمليات القصف احبطت محاولات النازيين لاكمال المشروع الجديد.